# 范沃特縣 (俄亥俄州)

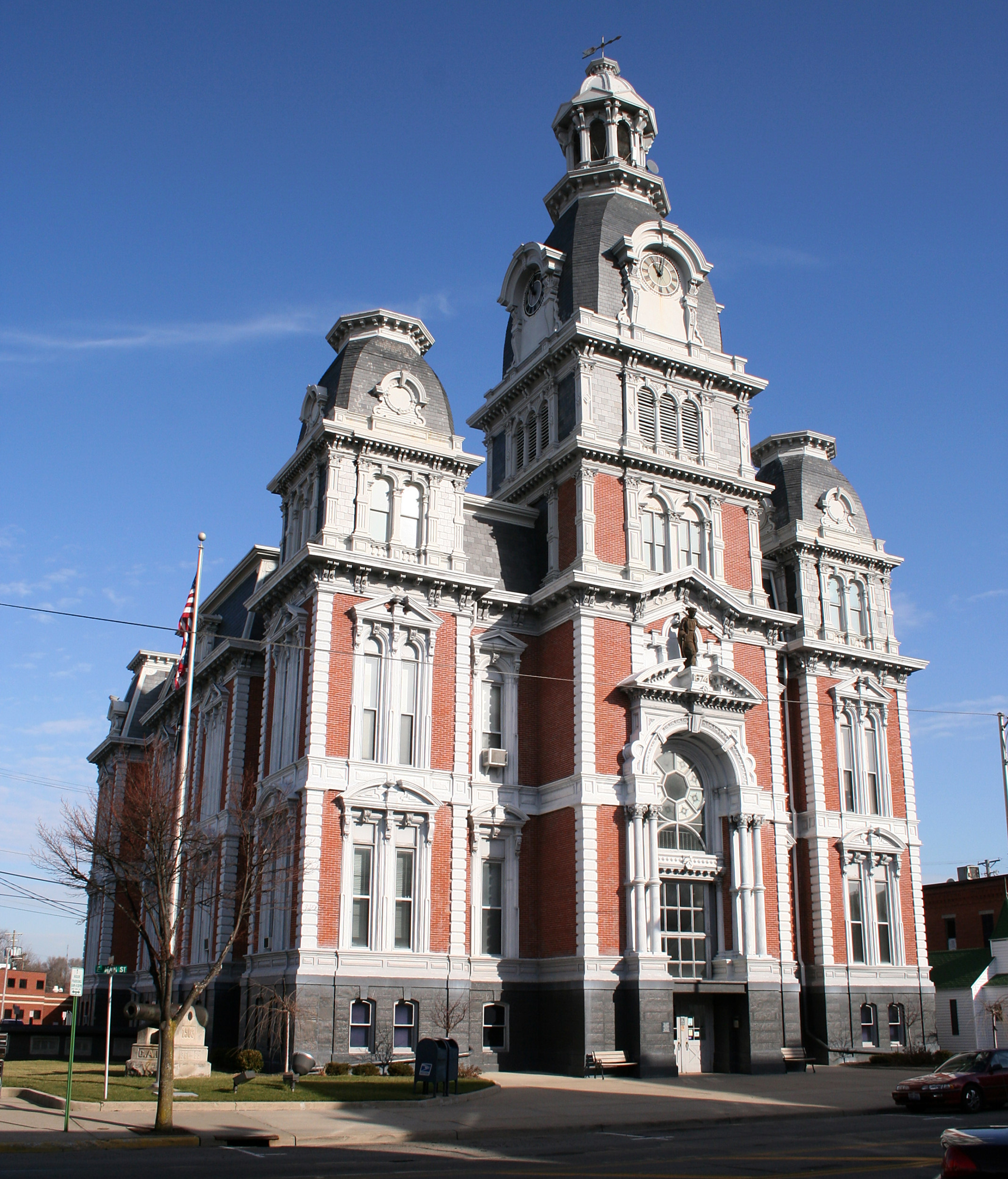
縣法院

范沃特县（英語：Van Wert County）是美國俄亥俄州西北部的一個縣，西鄰印地安納州。面積1,063平方公里。根據美國2000年人口普查，共有人口29,659人。縣治范沃特 (Van Wert)。
成立於1817年12月29日。縣名紀念伊薩克·范·沃特—他是在美國獨立戰爭捕獲間諜約翰·安德烈的三名士兵之一。